# Augochloropsis angularis
Augochloropsis angularis är en biart som först beskrevs av Joseph Vachal 1903.  Augochloropsis angularis ingår i släktet Augochloropsis och familjen vägbin. Inga underarter finns listade.